# You (utwór muzyczny Robina Stjernberga)
You – utwór szwedzkiego piosenkarza Robina Stjernberga, wydany 24 lutego 2013, a zarazem singel promujący jego album studyjny pt. Pieces. Piosenkę napisali Robin Stjernberg, Linnea Deb, Joy Deb i Joakim Harestad Haukaas.
Utwór wygrał w finale programu Melodifestivalen 2013, dzięki czemu reprezentował Szwecję w 58. Konkursie Piosenki Eurowizji organizowanym w Malmö. 18 maja zajął 14. miejsce w finale konkursu.
Utwór znalazł się na pierwszym miejscu listy sprzedaży w Szwecji, a singiel z piosenką uzyskał certyfikat potrójnej platynowej płyty za sprzedaż w nakładzie przekraczającym 120 tys. kopii w kraju.

## Lista utworów
- Digital download[1]

1. „You” – 3:04

- CD single[9]

1. „You” – 3:06
2. „You” (Karaoke Version) – 3:03

## Pozycje na listach przebojów

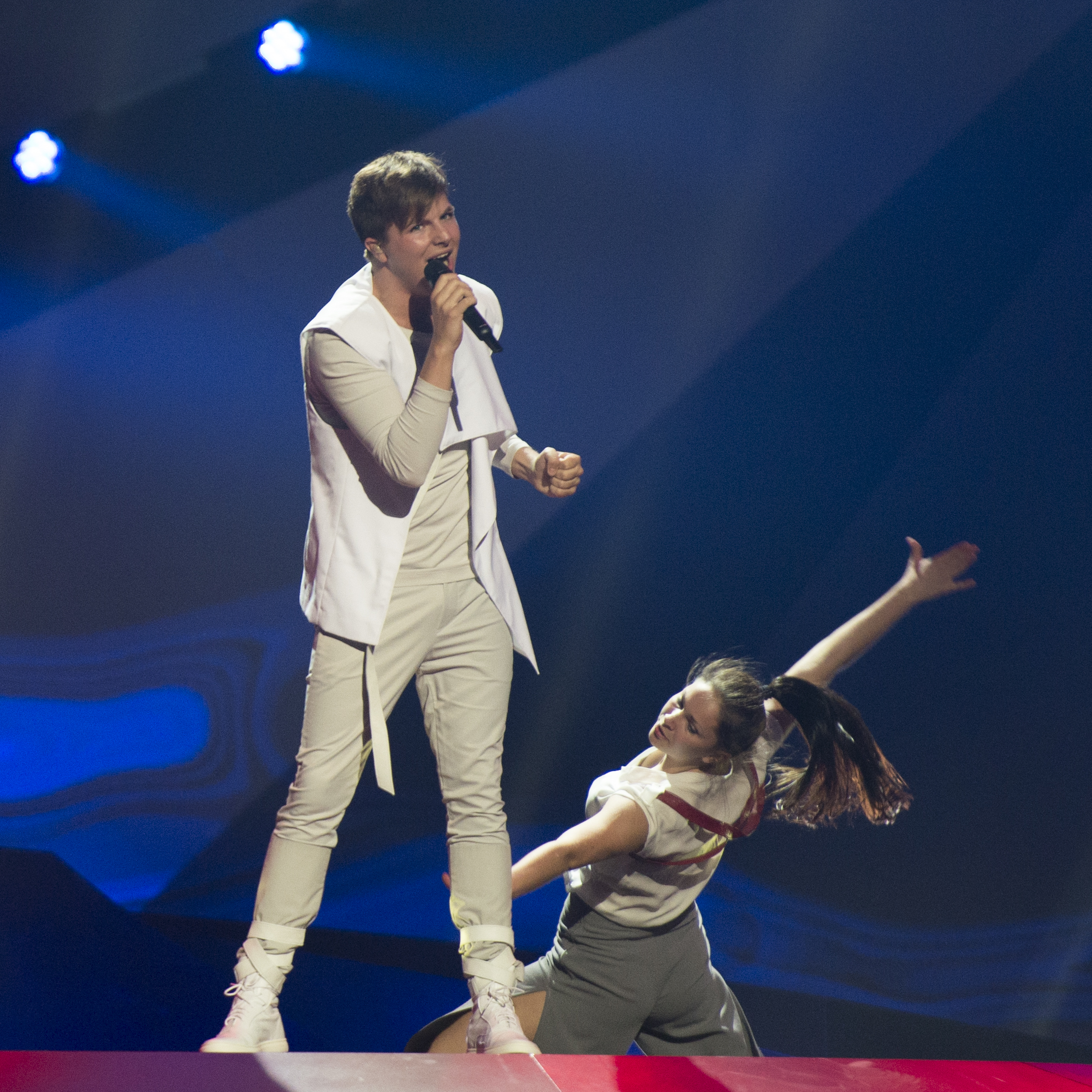
Robin Stjernberg podczas wykonania utworu „You” w Konkursie Piosenki Eurowizji, maj 2013

| Kraj              | Notowanie (2013)       | Najwyższa pozycja | Certyfikat | Sprzedaż |
| ----------------- | ---------------------- | ----------------- | ---------- | -------- |
| Austria           | Ö3 Austria Top 40      | 61                |            |          |
| Belgia (Flandria) | Ultratop 50            | 53                |            |          |
| Holandia          | MegaCharts             | 42                |            |          |
| Irlandia          | IRMA                   | 31                |            |          |
| Islandia          | Tónlist                | 10                |            |          |
| Niemcy            | Official German Charts | 58                |            |          |
| Szwecja           | Sverigetopplistan      | 1                 | 3× platyna | 120 000+ |
| Wielka Brytania   | UK Singles Chart       | 72                |            |          |

## Historia wydania
| Kraj            | Data           | Format           | Wytwórnia             |
| --------------- | -------------- | ---------------- | --------------------- |
| Szwecja         | 24 lutego 2013 | Digital download | Lionheart Music Group |
| Wielka Brytania | 24 lutego 2013 | Digital download | Lionheart Music Group |